# Stonewall (2015)
Stonewall is een Amerikaanse dramafilm uit 2015, geregisseerd door Roland Emmerich. De film gebaseerd op de Stonewall-rellen van 1969, een gewelddadige botsing met de politie die de homobeweging in New York veroorzaakte.

## Verhaal
Danny zit in zijn laatste jaar op de universiteit en heeft een homoseksuele relatie met Joe. Als zijn vader erachter komt, jaagt hij hem het huis uit en dus gaat Danny aan de slag als barman in New York, in de homoclub Stonewall Inn. Een vermomde jongen genaamd Ray (Ramona) wordt verliefd op hem, maar wordt niet beantwoord. Wanneer sociale discriminatie van de jongens begint, organiseert Danny een gewelddadig protest tegen de samenleving en de politie.

## Rolverdeling
| Acteur               | Personage      |
| -------------------- | -------------- |
| Jeremy Irvine        | Danny Winters  |
| Jonny Beauchamp      | Ray/Ramona     |
| Joey King            | Phoebe Winters |
| Caleb Landry Jones   | Orphan Annie   |
| Matt Craven          | Seymour Pine   |
| David Cobitt         | Coach Winters  |
| Vladimir Alexis      | Queen Cong     |
| Ben Sullivan         | Quiet Paul     |
| Andrea Frankle       | Joyce Winters  |
| Patrick Garrow       | Bob Kohler     |
| Jonathan Rhys Meyers | Trevor         |
| Ron Perlman          | Ed Murphy      |
| Atticus Mitchell     | Matthew        |
| Karl Glusman         | Joe            |